# Baía de Morecambe

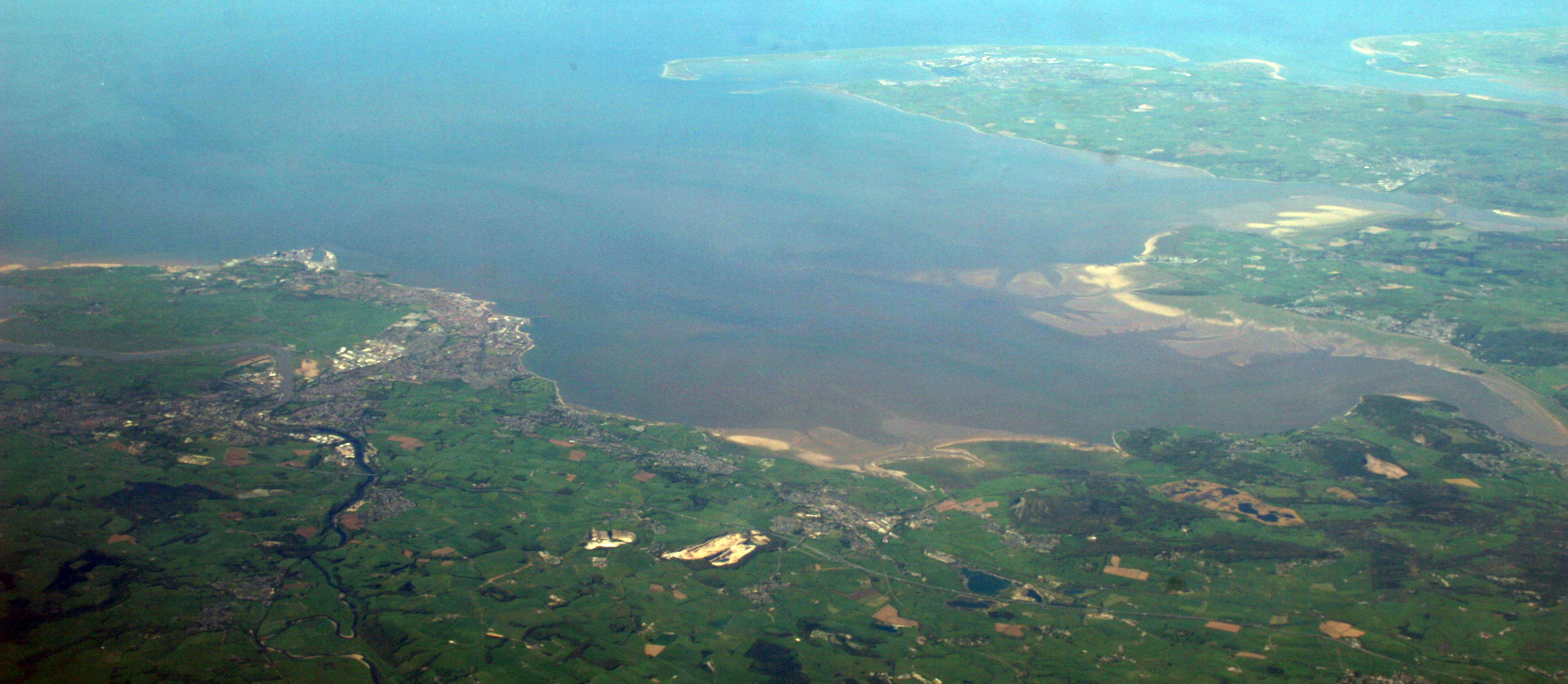
Panorama de parte da baía de Morecambe com a direção oeste no topo da imagem. Barrow-in-Furness e a ilha Walney veem-se na parte superior da imagem, e Lancaster e Morecambe são visíveis no canto inferior esquerdo.

A baía de Morecambe (em inglês:  Morecambe Bay) é uma grande baía no noroeste da Inglaterra, a leste da ilha de Man e a sul do Lake District, no mar da Irlanda. É a maior área de planícies de maré e areia no Reino Unido, com uma área total de 310 km2. Nela se descobriu em 1974 o segundo maior campo de gás natural do Reino Unido, a 35 km a oeste de Blackpool, com reservas de 200 biliões de metros cúbicos.  No pico de produção, atingiu-se os 15% da produção de gás do Reino Unido, até ao final da exploração em 2011.
Os rios Leven, Kent, Keer, Lune e Wyre desaguam na baía, com diversos estuários e um grande número de penínsulas dentro da baía, como cabo Humphrey. Grande parte da terra em torno da baía é reclamada ao mar, formando pântanos salobres usados em agricultura. A baía de Morecambe é também um importante lugar de vida selvagem, com uma abundância de aves e vários habitats marinhos, e há um observatório de aves na ilha Walney.
A baía também é célebre pelas suas areias movediças e marés que se movem rapidamente (diz-se que a maré pode chegar "tão rapidamente como um cavalo a correr"). É particularmente triste devido ao desastre de 2004 no qual 21 imigrantes ilegais se afogaram por causa da maré.
Um breve artigo sobre as marés da baía de Morecambe foi realizado por David Cawley em 2005: Time & Tide: Morecambe Bay 